# Ernesto Trinidad
Ernesto Chet Trinidad Reyes (sinh ngày 2 tháng 1 năm 1996) là một cầu thủ bóng đá người Cộng hòa Dominica thi đấu ở vị trí hậu vệ cho Cibao FC và đội tuyển quốc gia Cộng hòa Dominica.

## Danh hiệu
- Cibao
  - Giải vô địch các câu lạc bộ bóng đá Caribe (1): 2017